# Hromy
Hromy (ukr. Громи) – wieś na Ukrainie, w obwodzie czerkaskim, w rejonie humańskim, w hromadzie Pałanka. W 2001 liczyła 1160 mieszkańców.